# Улукбек Марипов
Марипов Улукбек Асамідінович (30 серпня 1979 , Киргиз-Атаd, Ошська область ) — киргизький політик, голова Кабінету міністрів 5 травня 2021 — 12 жовтня 2021. Був першим, хто обіймав цю посаду, працюючи на ній після скасування посади прем'єр-міністра Киргизстану (яку він обіймав з 3 лютого 2021 року). До призначення на посаду прем'єр-міністра Марипов очолював Рахункову палату Киргизької Республіки.

## Рання життя і кар'єра
Марипов народився 30 серпня 1979 року у селі Киргиз-Ата Ошської області.
Син заслуженого лікаря Киргизької Республіки та колишнього депутата Асамуддіна Марипова.
.
Випускник Ошського державного університету за спеціальністю «фінанси, кредит, юриспруденція», 2001—2003 рр. працював у Міністерстві фінансів.
2003—2005 рр. був помічником губернатора Баткенської області, потім заступником радника у парламенті 2005—2006 рік.
До 2010 також працював в Адміністрації президента.
В 2010 році призначений начальником Департаменту міжнародного співробітництва МНС.
2010—2016 працював у службі президента, де в 2015 році обійняв посаду заступника голови Адміністрації президента Алмазбека Атамбаєва.
19 березня 2016—2021 був головою Рахункової палати.
.

## Голова киргизького уряду
Правляча коаліція обрала Марипова кандидатом на посаду прем'єр-міністра.
Склад уряду був оголошений 2 лютого, затверджений парламентом 3 лютого і того ж дня був приведений до присяги.
Обійнявши посаду прем'єр-міністра, Марипов скоротив чисельність Кабінету міністрів Киргизстану, зменшивши кількість органів виконавчої влади до 16 з попередньої кількості 22.

Одразу після призначення він очолив Євразійську міжурядову раду (EIC) в Алмати, де провів зустрічі з прем'єр-міністром Росії Михайлом Мішустіним, прем'єр-міністром Білорусі Романом Головченком

та прем'єр-міністром Вірменії Ніколом Пашиняном.

Після конфлікту Киргизстан-Таджикистан 2021 року він оголосив, що Баткенська область, де відбувся прикордонний конфлікт, отримає особливий статус.

### Голова Кабміну
5 травня президент Садир Жапаров підписав розпорядження про призначення Марипова головою Кабінету міністрів.

12 жовтня його замінив Акилбек Жапаров на посаді виконуючого обов'язки голови.

## Особисте життя
Має звання радника державної служби ІІІ класу.
Окрім киргизької, володіє англійською та російською мовами.
Його брат Бактибек Марипов працював акімом Ноокатського району з листопада 2020 до звільнення у лютому 2021
.